# Nomada sheppardana
Nomada sheppardana là một loài Hymenoptera trong họ Apidae. Loài này được Kirby mô tả khoa học năm 1802.